# Dundo Maroje
A Dundo Maroje Marin Držić (1508-1567) reneszánsz kori horvát komédiaíró legjelentősebb és leggyakrabban – így Magyarországon is sokszor – előadott vígjátéka, amely szellemesen és ironikusan mutatja be a római divatot majmoló dubrovnikiakat.
A cselekmény Rómában játszódik. Egy léha dubrovniki fiatalember, Maro, apja pénzét szórakozásra, könnyelmű életmódra szórja. Fokozza sztorija bonyodalmait, hogy beleszeret egy prostituáltba. Életmódjának híre eljut apjához, Dundo Maroje-hez, aki ezért Rómába utazik rendet csinálni, főleg pedig pénzét visszaszerezni.
A fordulatos komédia a pénz uralmának és a hatalomvágy torzságának szatírája. A darab jelentős kvalitásai mellett ezért is adják elő gyakran, sokhelyütt.

## Megjelenések

### Magyar nyelven
- Dundo Maroje; Európa Könyvkiadó, Budapest, 1959, fordította: Csuka Zoltán